# Амарасінха
Амарасінха  (нар. бл. 375 року — пом. ?) — санскритський граматик і поет. 
Особиста історія Амарасінхи майже не відома. Він був одним з «дев'яти дорогоцінних каменів, які прикрашають трон Вікрамадітьї», за свідченням Сюаньцзаня, імперія якого процвітала близько  375 року. Ймовірно, Амарасінха був буддистом, і рання традиція стверджує, що його твори, за винятком одного, були знищені під час переслідування  брахманами в 5-му столітті. Винятком є знаменитий «Амара-Коша» («Скарбниця Амара»), словник санскритських слів, в трьох книгах, який іноді називають Trikanda або «Тристоронній». Словник містить 10 000 слів, які оформленні у віршах для кращого запам'ятовування. Перший розділ Коша був надрукований в Римі в 1798 році. Видання всієї роботи, з англійським нотатки, з'явилося в Серампурі в 1808 році. Санскритський текст був надрукований в Калькутті в 1831 році. Французький переклад фр. ALA Loiseleur-Deslongchamps, опублікованій в Парижі в 1839 році.